# Påskbrev

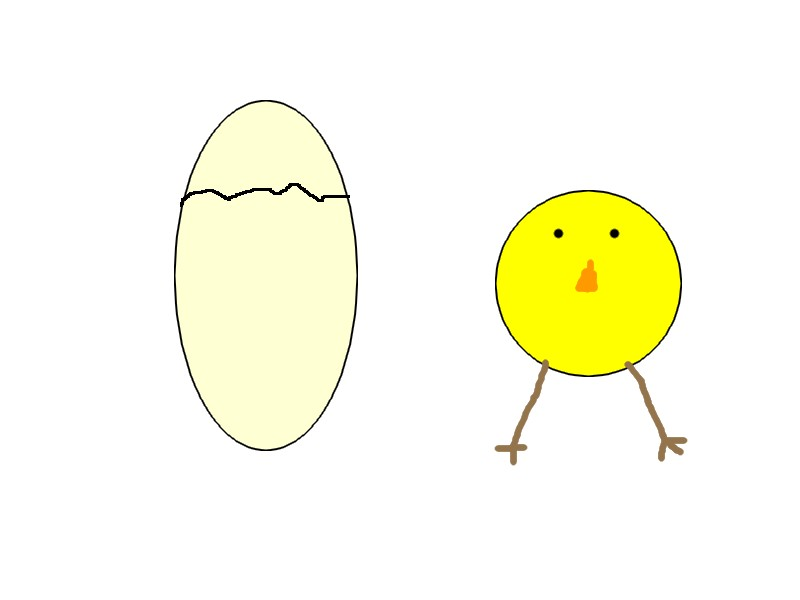
En nutida påskteckning.

Påskbrev kan avse handritade och vikta pappersteckningar som enligt gammal påsktradition (från 1800-talet eller tidigare) utdelas till grannar och bekanta på skärtorsdagen eller påskaftonen.

## Äldre tradition
På 1800-talet var det framför allt en ungdomstradition.
Påskgumma eller påskgubbe med kvast, spisraka och smörjehorn eller kaffepanna var vanliga motiv på teckningarna. Dessa kunde färgläggas med exempelvis lingonsaft, blomman gulmåra och bläck. Helst skulle påskbreven även innehålla rim med påskanknytning. En vanlig vers löd:
| ” | Sopa, raka, smörjehorn, sänder jag dig till resedon. Far fort min vän, kom snart igen. Det önskas av en trogen vän. | „ |

Breven veks tre eller fyra gånger och kunde även förslutas och utsmyckas med exempelvis en påskfjäder. Ibland kunde påskbreven märkas med en påhittad mottagare, såsom "påsktrollet".
För spänningens skull ansågs det viktigt att inte avsändaren avslöjades. Påskbreven delades därför ibland ut av påskkärringar. Det vanliga var att brevet kastades in genom mottagarens dörr. På en del håll lades även godis i påskbrevet.

## Nutida tradition
Nu för tiden förekommer traditionen med påskbrev främst bland barn i Västsverige. I delar av Dalsland och Värmland kastas breven fortfarande in till folk, annars är det vanligast att påskkärringar överlämnar påskbreven. I andra delar av Sverige delar påskkärringar istället ut handritade påskkort.